# Hyposcada virginiana
Espèce
Hyposcada virginiana est un insecte lépidoptère  de la famille des Nymphalidae, de la sous-famille des Danainae et du genre Hyposcada.

## Dénomination
Hyposcada virginiana a été décrit par William Chapman Hewitson en 1856 sous le nom d' Ithomia virginiana.

### Sous-espèces
- Hyposcada virginiana virginiana; présent au Mexique, au Honduras et au Guatemala.
- Hyposcada virginiana adelphina (Bates, 1866); présent à Panama.
- Hyposcada virginiana consobrina (Godman & Salvin, 1892); présent en Colombie et en Équateur.
- Hyposcada virginiana evanides Haensch, 1909); présent au Nicaragua et à Panama.
- Hyposcada virginiana neustetteri Bargmann, 1928; présent en Colombie[1].

### Nom vernaculaire
Hyposcada virginiana se nomme Virginiana Clearwing en anglais.

## Description
Hyposcada virginiana est un papillon à corps fin, aux ailes antérieures à bord interne concave. Les ailes antérieures sont orange dans la partie basale et marron marqué de taches blanches à partir de la moitié du bord costal et le bord interne près de l'angle externe. Les ailes postérieures sont orange finement bordées de marron au bord costal et au bord interne.
Le revers présente la même ornementation.

## Biologie

### Plantes hôtes
La chenille de Hyposcada virginiana evanides a pour plantes hôtes Columnea consanquinea, Columnea grata et Drymonia conchocalyx.

## Écologie et distribution
Hyposcada virginiana est présent  au Mexique, au Honduras, au Guatemala, au Nicaragua, à Panama
en Colombie et en Équateur.

### Protection
Pas de statut de protection particulier.